# Meron Amanuel
Meron Amanuel (6 de novembre de 1990) és un ciclista eritreu, professional des del 2014. Participa en diferents curses del calendari de l'UCI Àfrica Tour.

## Palmarès
- 2008
  - Vencedor de 2 etapes al Tour de Ruanda